# Kap Wheatstone
Das Kap Wheatstone ist ein wuchtiges Felsenkap am Südende der Hallett-Halbinsel an der Ostküste des antarktischen Viktorialands. Es markiert gemeinsam mit dem südlich gelegenen Kap Daniell die Einfahrt zum Tucker Inlet.
Der britische Polarforscher James Clark Ross entdeckte das Kap 1841 bei seiner Antarktisexpedition (1839–1843). Ross benannte es nach dem britischen Physiker Charles Wheatstone (1802–1875).